# Giachem Guidon
Giachem Guidon (Bever, 4 settembre 1961) è un ex fondista svizzero.
È marito di Anita Moen, a sua volta fondista di alto livello.

## Biografia
In Coppa del Mondo ottenne il primo risultato di rilievo il 16 gennaio 1982 a Le Brassus (9°) e il primo podio il 9 marzo 1985 a Falun (2°).
In carriera prese parte a quattro edizioni dei Giochi olimpici invernali, Sarajevo 1984 (12° nella 15 km, 20° nella 30 km, 19° nella 50 km, 5° nella staffetta), Calgary 1988 (non conclude la 15 km, 13° nella 30 km, 13° nella 50 km, 4° nella staffetta), Albertville 1992 (44° nella 10 km, 25° nella 30 km, 34° nell'inseguimento, 15° nella 50 km) e Lillehammer 1994 (48° nella 10 km, 46° nella 30 km, non conclude la 50 km, 7° nella staffetta), e a cinque dei Campionati mondiali (5° nella staffetta a Seefeld in Tirol 1985 il miglior risultato).

## Palmarès

### Coppa del Mondo
- Miglior piazzamento in classifica generale: 8º nel 1985
- 2 podi (entrambi individuali[2]):
  - 1 secondo posto
  - 1 terzo posto